# Марчена
Марчена (на испански: Marchena) е населено място и община в Испания. Намира се в провинция Севиля, в състава на автономната област Андалусия. Общината влиза в състава на района (комарка) Кампиния де Морон и Марчена. Заема площ от 379 km². Населението му е 19 861 души (по преброяване от 2010 г.). Разстоянието до административния център на провинцията е 60 km.

## Демография
| 1998   | 1999   | 2000   | 2001   | 2002   | 2003   | 2004   | 2005   | 2006   | 2007   |
| ------ | ------ | ------ | ------ | ------ | ------ | ------ | ------ | ------ | ------ |
| 18 018 | 18 132 | 18 086 | 18 180 | 18 289 | 18 434 | 18 550 | 18 719 | 19 089 | 19 310 |